# Яшари, Какюша
Качуша Яшари (алб. Kaqusha Jashari; 16 августа 1946, Петровац-на-Млави, Браничевский округ, Сербия — 6 мая 2025, Приштина) — косовский инженер и политический деятель.

## Биография
Мать — черногорка. Окончила техническую школу (специальность «Строительство»), а затем инженерно-строительный факультет. С 1969 по 1971 год была преподавателем в Центральном техникуме в Приштине, с 1971 по 1975 год — технический директор строительной компании в Урошеваце, с 1975 года работала на политических должностях в Автономном крае Косово.
С 10 марта 1987 по 9 мая 1989 года была председателем Исполнительного совета Ассамблеи Автономного края Косово. В мае 1988 года Яшари заменила Власи, как председатель Провинциального комитета Союза коммунистов Косово. 17 ноября 1988 года, она и Азем Власи в то время наиболее влиятельные политики в Косово, были сняты со своих постов как поддержавшие Антибюрократическую революцию. Она была заменена Рахманом Морина, человеком С. Милошевича.
С 1991 по 2008 год она была председателем Президиума Социал-демократической партии Косово (реформированный Союз коммунистов Косово) и директором Дорожного агентства Косово с 1999 по 2007 год. С 2007 года — член Ассамблеи Косово от Демократической партии Косова, начиная с 2008 года она была президентом Женского форума социал-демократов.
Умерла 6 мая 2025 года в возрасте 78 лет.